# کیناشیچیگو-زاکورا
کیناشیچیگو-زاکورا (به ژاپنی: 鬼無稚児桜 キナシチゴザクラ Kinashi-chigozakura) نام علمی 
(’Cerasus serrulata ‘Kinashi-chigozakura) نام یک نوع درخت ساکورای باغی است. شکوفهٔ این درخت بسیار به کیکو-زاکورا شباهت دارد.

## ویژگی گل
- تعداد گلبرگ: ۱۰۰-۲۰۰ عدد
- رنگ: قرمز مایل به بنفش
- قطر گل: ۳٫۴ تا ۴٫۲ سانتیمتر
- زمان گل‌دهی:اواخر ماه آوریل